# Ugolino della Gherardesca (politico 1874)
Ugolino Valfredo Guido Alberto Giuseppe Maria Anna Ignazio Luigi della Gherardesca, conte palatino, nobile dei conti di Donoratico, patrizio fiorentino, di Pisa e di Volterra, nobile in Sardegna (Firenze, 21 agosto 1874 – Bolgheri, 21 maggio 1957) è stato un imprenditore e politico italiano.

Stemma della famiglia della Gherardesca

Discendente diretto del ben più famoso conte Ugolino, ha trascorso praticamente tutta la sua vita amministrando la vasta tenuta agricola di Monterufoli, di cui è stato unico proprietario. Iscritto al Partito Nazionale Fascista dal 1925, senatore dal 1939, è stato dichiarato decaduto dall'Alta corte di giustizia per le sanzioni contro il fascismo con sentenza del 6 giugno 1945.
Suo fratello Giuseppe fu anch'egli Senatore del Regno.